# جيرارد داميانو
جيرارد داميانو (بالإنجليزية: Gerard Damiano)‏ (و. 1928 – 2008 م) هو مخرج أفلام، ومنتج أفلام، وكاتب سيناريو، وكاتب، ومونتير أمريكي، ولد في ذا برونكس، توفي في فورت مايرز، عن عمر يناهز 80 عاماً، بسبب سكتة.

## جوائز
حصل على جوائز منها:
- عضو قاعة مشاهير مجلة أخبار أفلام البالغين  [لغات أخرى]‏.

## وصلات خارجية
- جيرارد داميانو على موقع IMDb (الإنجليزية)
- جيرارد داميانو على موقع ألو سيني (الفرنسية)
- جيرارد داميانو على موقع قاعدة بيانات الأفلام السويدية (السويدية)
- جيرارد داميانو على موقع قاعدة بيانات الفيلم (الإنجليزية)
- جيرارد داميانو على موقع كينوبويسك (الروسية)

- جيرارد داميانو في قاعدة بيانات الأفلام على الإنترنت